# Gare de Monistrol-d'Allier
Ne doit pas être confondu avec Gare de Bas - Monistrol.
La gare de Monistrol-d'Allier est une gare ferroviaire française de la ligne de Saint-Germain-des-Fossés à Nîmes-Courbessac, située sur le territoire de la commune de Monistrol-d'Allier, dans le département de la Haute-Loire en région Auvergne-Rhône-Alpes.
Elle est mise en service en 1870 par la Compagnie des chemins de fer de Paris à Lyon et à la Méditerranée (PLM). C'est une halte ferroviaire de la Société nationale des chemins de fer français (SNCF), desservie par des trains TER Auvergne-Rhône-Alpes.

## Situation ferroviaire
Établie à 607 m d'altitude, la gare de Monistrol-d'Allier est située au point kilométrique (PK) 544,519 de la ligne de Saint-Germain-des-Fossés à Nîmes-Courbessac, entre les gares ouvertes de Langeac et d'Alleyras. 
La gare comporte une voie de croisement et une voie de service.

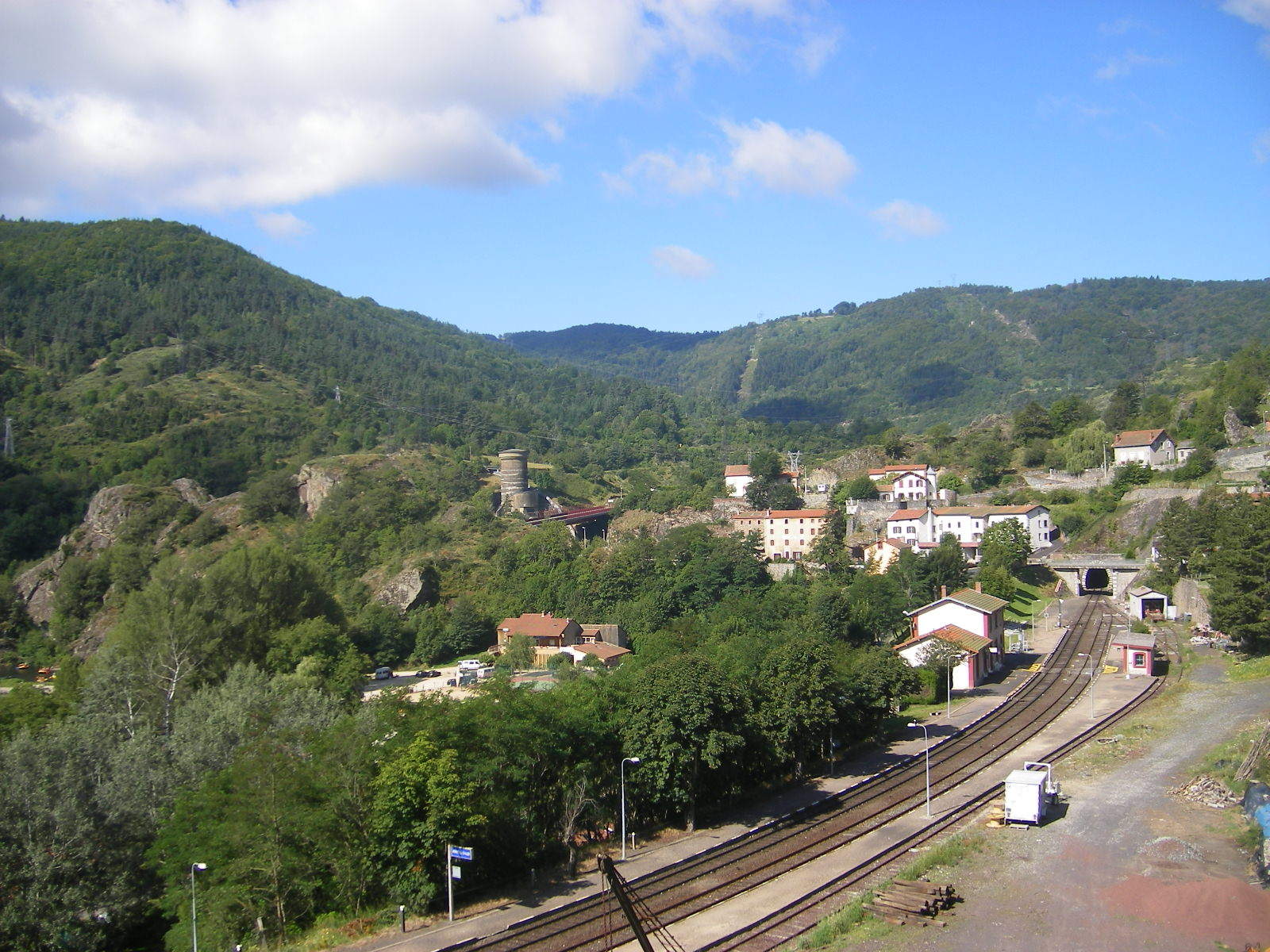
Vue d'ensemble de la gare.

## Histoire
La station de Monistrol-d'Allier est mise en service lors de l'ouverture de la section de Langeac à Villefort par la Compagnie des chemins de fer de Paris à Lyon et à la Méditerranée (PLM), le 16 mai 1870.
Elle figure dans la nomenclature 1911 des gares, stations et haltes, de la Compagnie des chemins de fer de Paris à Lyon et à la Méditerranée, c'est une gare nommée Monistrol-d'Allier. Elle porte le no 27 de la section Moret-Les-Sablons à Nimes (suite). C'est une gare : qui peut expédier et recevoir des dépêches privées ; qui est ouverte au service complet de la grande vitesse (GV) et de la petite vitesse (PV), « à l'exclusion des chevaux chargés dans des wagons-écuries s'ouvrant en bout et des voitures à 4 roues, à deux fonds et à deux banquettes dans l'intérieur, omnibus, diligences, etc ».

## Service des voyageurs

### Accueil
Halte SNCF, c'est un point d'arrêt non géré (PANG) à accès libre. Elle dispose de deux quais dont l'un comporte son abri d'origine.

### Desserte
Monistrol-d'Allier est desservie par des trains TER Auvergne-Rhône-Alpes qui effectuent des missions entre les gares de Clermont-Ferrand et de Nîmes ou de Montpellier-Saint-Roch.

### Intermodalité
Un parking pour les véhicules y est aménagé. La gare est desservie par les cars TER Auvergne-Rhône-Alpes de la ligne 23.